# Río Vermilion (río Kootenay )
El río Vermilion es un corto afluente canadiense de la vertiente del Pacífico, de unos 65 km de longitud, que desemboca  por la margen izquierda en el río Kootenay. Discurre por el parque nacional Kootenay, en la provincia de Columbia Británica.
El río Vermilion nace en las Montañas Rocosas, en la divisoria continental, a 2000 m de altitud. La cabecera se encuentra entre dos montañas, Chimney Peak y Mount Whymper. El curso del río, así como gran parte de su pequeña cuenca, de unos 951 km², se encuentra en el parque nacional de Kootenay. El río Vermilion fluye primero en dirección este hasta el paso Vermilion, a 1651 m sobre el nivel del mar, donde gira hacia el suroeste. La carretera 93 de la Columbia Británica sigue todo el curso del río a través del parque nacional hasta que se une a la cabecera del río Kootenay por debajo de Kootenay Crossing. En el río se encuentran los rápidos de las cataratas de Numa. Los afluentes más destacados son los arroyos Tokumm y Ochre, por la derecha, y el río Simpson, por la izquierda. 